# Tridactylus thoracicus
Tridactylus thoracicus är en insektsart som beskrevs av Guérin-Méneville 1844. Tridactylus thoracicus ingår i släktet Tridactylus och familjen Tridactylidae. Inga underarter finns listade i Catalogue of Life.